# Кратет Малльский
Кра́тет Малльский (Кратет из Малла, Кратет Маллосский, Кра́тет Перга́мский, устаревшие Кратес из Малла и Кратет Маллотский; др.-греч. Κράτης Μαλλώτης; II век до н. э. — около 145 до н. э.) — древнегреческий философ-стоик и грамматик, глава пергамской грамматической школы и руководитель пергамской библиотеки. Его главным литературным трудом был критический комментарий к сочинениям Гомера. Известен как первый в истории создатель модели глобуса.

## Жизнь и деятельность
Родился в малоазиатском городе Малле (Маллосе), в Киликии. Получил образование в Тарсе. Затем Кратет жил при дворе царей Эвмена II и Аттала II в Пергаме (отсюда прозвище «Пергамский»), где основал собственную грамматическую школу. Среди его учеников и последователей известны имена Гермия, Зенодота Маллосского и Геродика Вавилонского.
Около 167 года до н. э. Кратет был отправлен Атталом в Рим в качестве посла. Вследствие болезни (перелома ноги) он был вынужден остаться в Риме на довольно продолжительное время. Там он читал лекции и вёл беседы, которые дали первый толчок грамматическим исследованиям (языкознанию и литературоведению) у древних римлян.

## Сочинения
От многочисленных сочинений Кратета остались только заглавия и скудные фрагменты. Главным трудом был обширный критический комментарий к Гомеру («Исправление Илиады и Одиссеи» — др.-греч. Διόρθωσις Ἰλιάδος καὶ Ὀδυσσείας). Ему комментарии к Гесиоду, Еврипиду и Аристофану; «Картины» (др.-греч. Πίνακες) и другие сочинения.

## Филология
Кратет был одним из выдающихся древнегреческих грамматиков II века до н. э.. Возглавляемая им пергамская грамматическая школа противостояла александрийской школе грамматиков, которую возглавлял Аристарх Самофракийский. Это теоретическое расхождение имело место как в сфере теоретической грамматики, так и в сфере интерпретации Гомера. Кратет был главным представителем аллегорической теории экзегезы, и настаивал на том, что Гомер выражал научные или философские истины в поэтической форме.

## Космография
Кратет занимался также исследованием строения земного шара. По римским источникам около 150 года до н. э. он построил первый глобус. Выдвинутая им идея четырёхчастного глобуса предопределила античные и западноевропейские представления о мире вплоть до конца средневековья.
Земля делится на 5 климатических зон. В обеих полярных областях слишком холодно, а в экваториальной зоне слишком горячо для людей. Лишь 2 умеренных зоны пригодны для жизни.
Суша делится на 4 континента. Это деление создают пересекающиеся под прямым углом мировые океаны, из которых один тянется вдоль экватора, а другой соединяет полюса через меридиан.
Известные части света (Азию, Африку и Европу) Кратет назвал общим именем «Ойкумена». Континент, возможно, расположенный за Атлантическим океаном, получил имя «Периойкумена», а недосягаемые из-за экваториального пояса жары части света «Антойкумена» и «Континент антихтонов». Кратет также признавал, что времена года в южном полушарии должны быть противоположны временам года северного полушария.